# János Hahn
János Csaba Hahn (ur. 15 marca 1995 w Szekszárdzie) – węgierski piłkarz występujący na pozycji napastnika w klubie Paksi FC. Reprezentant kraju.

## Kariera klubowa
Jest wychowankiem klubu Paksi FC. 30 listopada 2012 zadebiutował w seniorskiej drużynie w wygranym 2:0 meczu z Lombard Pápa Termál FC. W 87. minucie wszedł za Mártona Eppela. Na początku 2013 został przesunięty do pierwszego zespołu. Łącznie w sezonie 2012/2013 zagrał w 5 spotkaniach (3 ligowe), nie strzelił żadnej bramki. W rezerwach rozegrał 7 meczów.
17 lipca 2013 został zawodnikiem Puskás Akadémia FC. Przez rok nie zagrał ani jednego spotkania.
1 sierpnia 2014 wrócił do Paksi. 23 maja 2015 strzelił swoją pierwszą bramkę w karierze – miało to miejsce w wygranym 0:4 meczu z Lombard Pápa. Hahn zdobył gola w 84. minucie po podaniu Tamása Kissa i ustalił wynik spotkania. W sezonie 2020/2021 został królem strzelców Nemzeti Bajnokság I z 22 golami.

## Kariera reprezentacyjna
W reprezentacji Węgier zadebiutował 4 czerwca 2021 w wygranym 1:0 meczu towarzyskim z reprezentacją Cypru. Trzy dni wcześniej znalazł się w 26-osobowej kadrze na Mistrzostwa Europy 2020. Na turnieju Hahn nie zagrał ani razu, a Węgry odpadły po fazie grupowej.